# De Havilland Mosquito
Mosquito er et 2-motors engelsk kampfly, bygget af den britiske flyproducent de Havilland Aircraft Company.
Mosquito blev anvendt af Royal Air Force under 2. verdenskrig, hvor det med sin høje tophastighed viste sig yderst effektivt til at foretage nålestiksoperationer og præcisionsbombninger dybt inde i Tyskland og mod tyske mål i de besatte lande.
Det var bl.a. Mosquito, der blev anvendt ved Shellhusbombardementet i København og bombning af Husmandsskolen i Odense og Aarhus Universitet. Alle disse steder blev anvendt af Gestapo.
Mosquito-flyene blev også brugt som stifindere for de store bombetogter over Tyskland. Det vil sige, at et antal Mosquito-fly som regel fløj i forvejen og markerede de mål, der skulle bombes, så de store formationer af bl.a. Avro Lancaster lettere kunne finde og ramme de rigtige mål.
Flyet var bemærkelsesværdigt ved at være bygget af træ (krydsfinér og balsatræ). Grunden hertil var primært at undgå brug af aluminium, som var et strategisk vigtigt materiale under 2. verdenskrig, idet stort set alle fly byggedes i aluminium.
Brugen af træ som konstruktionsmateriale havde yderligere den fordel, at flyet ikke reflekterede radarbølgerne så godt som metalfly.
En anden fordel ved Mosquitoen var, at man havde undladt de tunge og uaerodynamiske maskingeværkupler, alle andre bombefly var udstyret med. Mosquitoens våben var hastigheder på højde med, eller hurtigere end, jagerflyene.

## Trivia
- I tjeneste hos Royal Air Force var Mosquito'en også kendt som "The Wooden Wonder".

## Galleri
- En gruppe af Mosquito'er klar til kamp.
- En Mosquito i luften, 1942.
- Mosquito'er ved at lette fra Mossie Airfield.
- De Havilland Mosquito